# Tugimaantee 86
De Tugimaantee 86 is een secundaire weg in Estland. De weg loopt van Kuressaare via Võhma naar Panga en is 36,8 kilometer lang. 